# Montevideo
För andra betydelser, se Montevideo (olika betydelser).
Montevideo är huvudstad i Uruguay, och är med sina 1,3 miljoner invånare den största staden i landet och hemvist för en tredjedel av landets invånare. Montevideo har ett ur sjöfartssynpunkt utmärkt läge vid Río de la Platas mynning och stadens stora hamn är viktig för landets utrikeshandel. I staden finns förutom bas för fisket i Atlanten även slakterier och konservfabriker.
Montevideo grundades 1726 av spanjorerna som en handelsstation vid Río de la Platas mynning och blev huvudstad i Uruguay vid landets självständighet 1828. Staden har två universitet varav ett som grundades redan 1849 och i princip all högre utbildning i landet är förlagd hit.

## Demografi
Befolkningen i Montevideo utgör 1,34 miljoner. Därav nästan hälften är av italiensk härkomst, och en stor del av den övriga befolkningen är från Europa, som totalt utgör 88 % av stadsbefolkningen. Montevideo utgör 44 % av hela landets befolkning, och den omkringliggande provinsen Canelones, som till en stor del består av förorter, utgör 12 %. Urbefolkningen i Uruguay (Charrúa) blev stort sett utrotade som följd av den europeiska koloniseringen. 
I norra delen av Uruguay  är 5 % av lokalbefolkningen   blandade med  både urbefolkningens- och folk av europeisk härkomst. 
4 % av befolkningen är av afrikansk härkomst, och denna befolkningsgrupp lever i hög grad avsöndrad från resten .
Den största delen av befolkningen är katoliker, medan det judiska samhället utgör cirka 40 000.

## Stad och storstadsområde
Montevideo är ett av landets departement och har 1 342 474 invånare (30 juni 2007), varav ungefär 1,28 miljoner bor i själva centralorten. Storstadsområdet, Área Metropolitana de Montevideo, täcker departementet Montevideo samt 57 andra orter i de angränsande departementen Canelones och San José. Området har totalt 1 660 051 invånare (2004). Detta område omfattar bland annat Las Piedras, landets fjärde största stad.

## Belägenhet och klimat
Montevideo ligger i den södra delen av landet, på nordbredden av den stora flodmynningen Río de la Plata. Staden ligger på 34,5° sydlig bredd och 56° västlig.
Klimatet är milt, med en snittemperatur på omkring 13 °C, med sommartemperaturer på omkring 30 °C.
18 de Julio, stadens huvudgata och en av de finaste i Sydamerika sträcker sig från Plaza Independencia vid kanten av Ciudad Vieja, Gamla stan mot Cordón.

## Tillväxt och ekonomi
Montevideo började som en liten bosättningsort. År 1860 hade Montevideo en befolkning på 37 784 invånare. År 1884 hade befolkningen växt till 104 472, ett tal som inkluderar många nyinvandrade européer. Handel var under denna tidpunkt stadens viktigaste intäktskälla, och den utvecklade sig till att bli en konkurrent till Buenos Aires. Tidigt på 1900-talet kom det ett stort antal invandrare, främst från Spanien och Italien, och år 1908 var 30 % av befolkningen födda i utlandet.
Vid mitten av 1900-talet förde militärdiktatur och ekonomisk stagnation till en ekonomisk tillbakagång som än idag kan ses. Många fattiga från landsbygderna översvämmade staden, många av de bosatte sig i Ciudad vieja, Gamla stan. Nyligen har en ekonomisk framgång och starkare handelsförbindelser med grannländerna fört till en starkare utveckling i jordbruket och hopp om större växt och välstånd.
Stadens befolkningsutveckling har stagnerat under de senaste två årtiondena, dock med viss utveckling i de omgivande förortsområdena. Montevideo har idag 1,3 miljoner invånare, med 1,8 miljoner i hela storstadsområdet.

## Stadsbild
Montevideo har ett ovärderligt arkitektoniskt arv, från empirstilen, fram till postmodernismn i byggnader som TV-tornet Torre Antell och World Trade Center Montevideo. Sydamerikas äldsta skyskrapa, Palacio Salvo, dominerar sjöfronten sedd från Montevideobukten.
De två första monumentalbyggnaderna i staden är Catedral Metropoliana och Rådhuset, båda med fasaden mot Plaza Matriz i Gamla stan. I stadsdelen Pocitos, nära stranden, finns många vackra bostadshus byggda av arkitekterna Bello och Reborati mellan 1920 och 1940. Detta fick dock sin karaktär förändrad då olika bostäder byggdes under 1970- och 1980-talen.

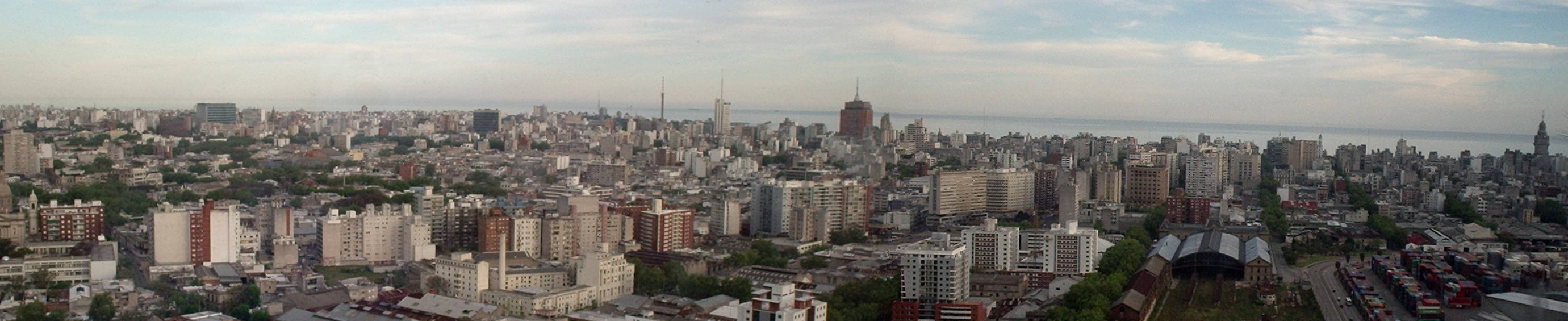
Panorama av kvarteren Aguada, Centro och Cordón.
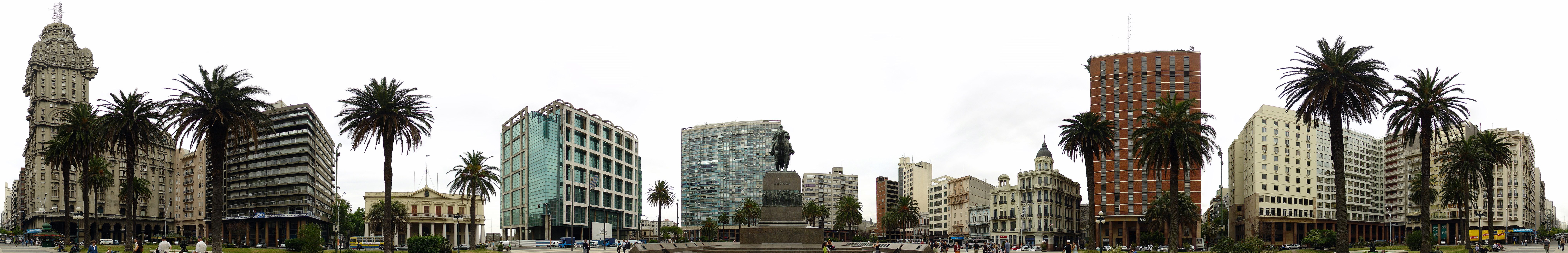
Panorama av Plaza Independencia i Montevideo.

## Kända personer
- Felisberto Hernández, författare